# Wołowy Grzbiet

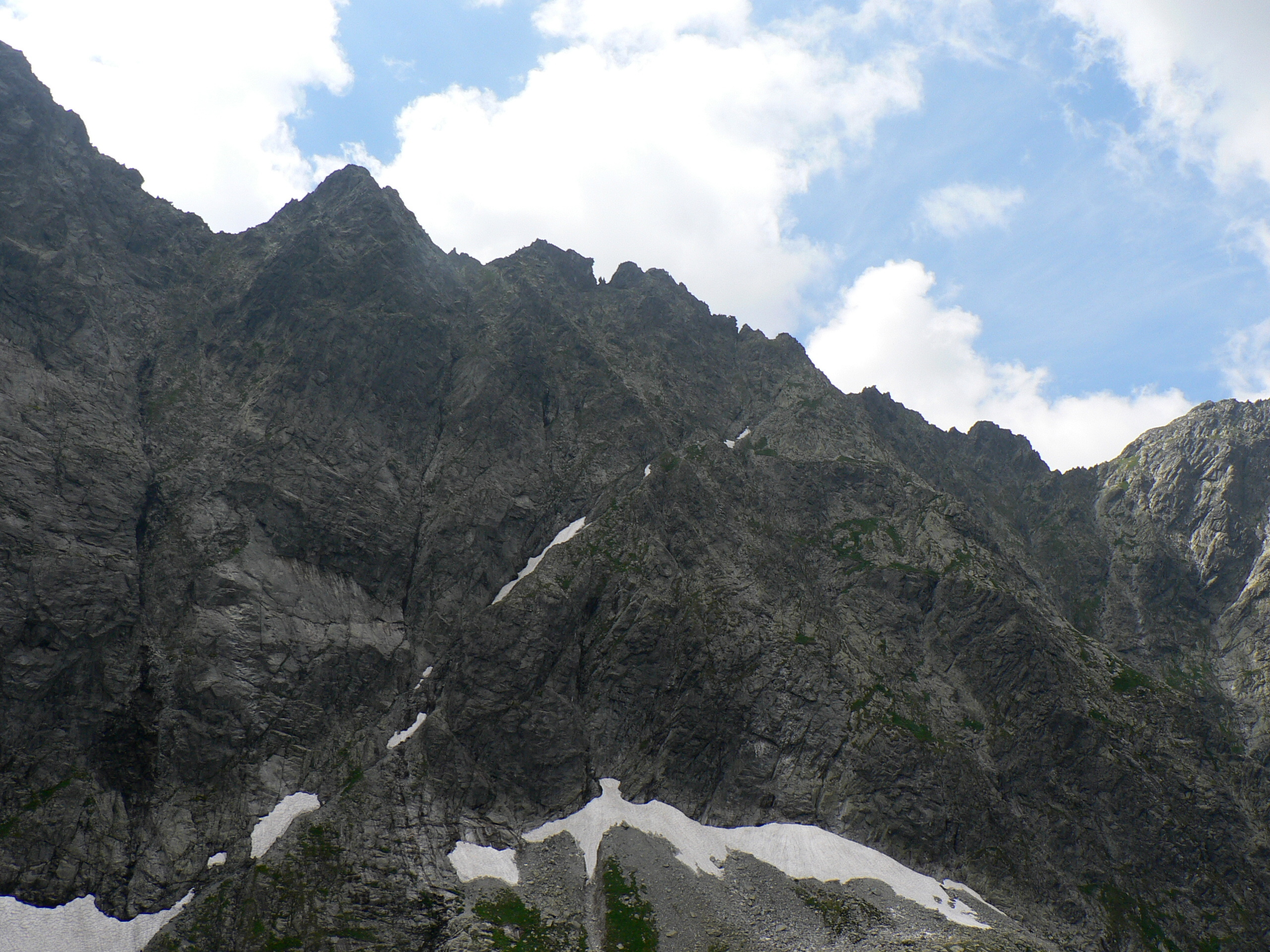
Blick von Nordosten vom Gipfel Bula pod Rysami

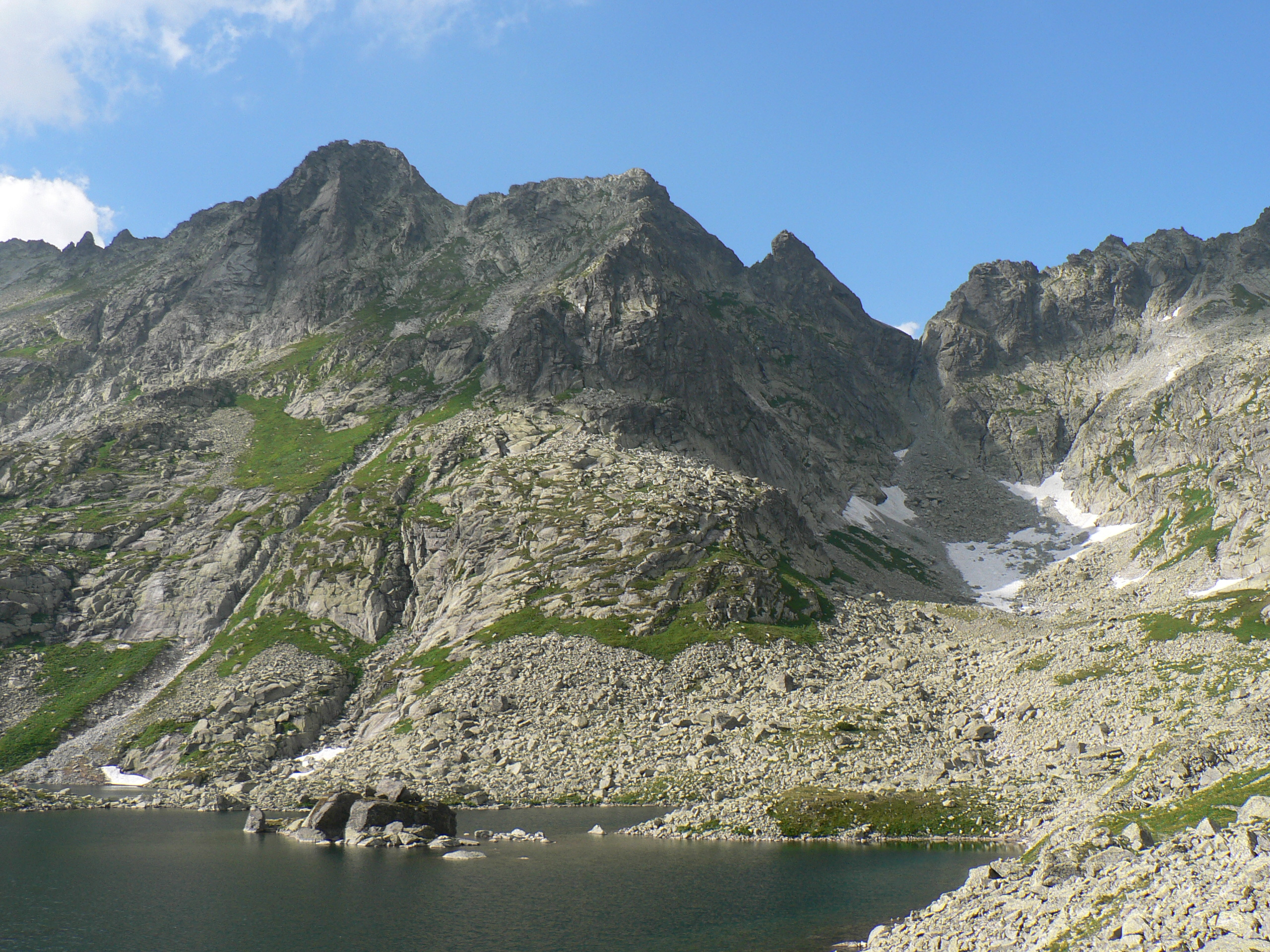
Blick von Süden auf das Massiv

Der Wołowy Grzbiet (slowakisch Volí chrbát, deutsch Ochsenrücken) ist ein Bergmassiv in der Hohen Tatra in der Woiwodschaft Kleinpolen und Gemeinde Bukowina Tatrzańska (Polen) und Prešovský kraj und Stadt Vysoké Tatry (Slowakei) mit einer Maximalhöhe von 2377 m n.p.m. im Hińczowa Turnia. Auf dem Grat, der zum Hauptkamm der Tatra gehört, verläuft die polnisch-slowakische Grenze.

## Lage und Umgebung
Unterhalb des Massivs liegen die Täler Fischseetal (Dolina Rybiego Potoku) und Mengsdorfer Tal (Mengusovská dolina). Das Massiv grenzt über die Froschseescharte (Żabia Przełęcz Wyżnia) an das Massiv der Meeraugspitze (Rysy) im Osten und über die Östliche Mengsdorfer Scharte (Czarnostawiańska Przełęcz) an das Massiv der Mengsdorfer Spitzen im Westen. Das Massiv bildet sie Südwand des Karkessels des Bergsees Czarny Staw pod Rysami, zu dem es steil mit herabfällt. Auf der Südseite des Massivs fallen die Hänge flach zum Mengsdorfer Großen Froschsee (Veľké Žabie pleso mengusovské) herab.
Der Verlauf des Kamms des Massivs vom Bergpass Östliche Mengsdorfer Scharte (Czarnostawiańska Przełęcz) im Westen zur Froschseescharte (Żabia Przełęcz Wyżnia) im Soten verläuft wie folgt:
- Gipfel Hinzenseeturm (Hińczowa Turnia) 2377 m ü.N.N.
- Bergpass Hinzenseekerbe (Hińczowa Szczerbina) ~2355 m ü.N.N.
- Gipfel Hinzenseetürmchen (Hińczowa Turniczka) ~2360 m ü.N.N.
- Bergpass Oberer Hinzenseedurchgang (Hińczowa Przehyba) ~2345 m ü.N.N.
- Gipfel Hinzenseekoppe (Hińczowy Zwornik) ~2360 m ü.N.N.
- Bergpass Unterer Hinzenseedurchgang (Wołowa Przehyba) ~2350 m ü.N.N.
- Gipfel Ochsenhörnchen (Wołowe Rogi):
  - Westliches Ochsenhörnchen (Zachodni Wołowy Róg) ~2370 m ü.N.N.
  - Westliche Ochsenrückenscharte (Mała Wołowa Szczerbina) ~2355 m ü.N.N.
  - Östliches Ochsenhörnchen  (Wschodni Wołowy Róg) ~2370 m ü.N.N.
  - Ochsendurchgang (Wołowy Przechód) ~2350 m ü.N.N.
  - Kleines Ochsenhörnchen (Mały Wołowy Róg) ~2360 m ü.N.N.
- Bergpass Kleine Ochsenhornscharte (Mała Rogata Szczerbina) ~2355 m ü.N.N.
- Bergpass Große Ochsenhornscharte (Wielka Rogata Szczerbina) ~2355 m ü.N.N.
- Gipfel Ochsenhorntürmchen (Rogata Turniczka) ~2368 m ü.N.N.
- Bergpass Große Ochsenrückenscharte (Wielka Wołowa Szczerbina) ~2355 m ü.N.N.
- Gipfel Ochsenrückenturm (Wołowa Turnia) 2373 m ü.N.N.
- Bergpass Östliche Ochsenrückenscharte (Żabia Przełęcz Mięguszowiecka) ~2315 m ü.N.N.
- Gipfel Froschseeturm (Żabia Turnia Mięguszowiecka) 2335 m ü.N.N.

## Etymologie
Die polnischen und slowakischen Namen Wołowy Grzbiet beziehungsweise Volí chrbát bedeuten ebenfalls Ochsenrücken. Der Name rührt daher, dass die Form des Massivs die Góralen an einen Ochsenrücken mit Hörnern erinnert hat.

## Flora und Fauna
Der Ochsenrücken ist Rückzugsgebiet für Raubvögel, u. a. Steinadler, jedoch kein streng geschütztes Naturreservat.

## Tourismus
Die Gipfel können mit Genehmigung der jeweiligen Nationalparkverwaltung von Kletterern bestiegen werden. Als Ausgangspunkt für Klettertouren eignet sich insbesondere die Schutzhütte Schronisko PTTK nad Morskim Okiem am Bergsee Meerauge.

## Belege
- Zofia Radwańska-Paryska, Witold Henryk Paryski, Wielka encyklopedia tatrzańska, Poronin, Wyd. Górskie, 2004, ISBN 83-7104-009-1.
- Tatry Wysokie słowackie i polskie. Mapa turystyczna 1:25.000, Warszawa, 2005/06, Polkart, ISBN 83-87873-26-8.